# カタプラーナ

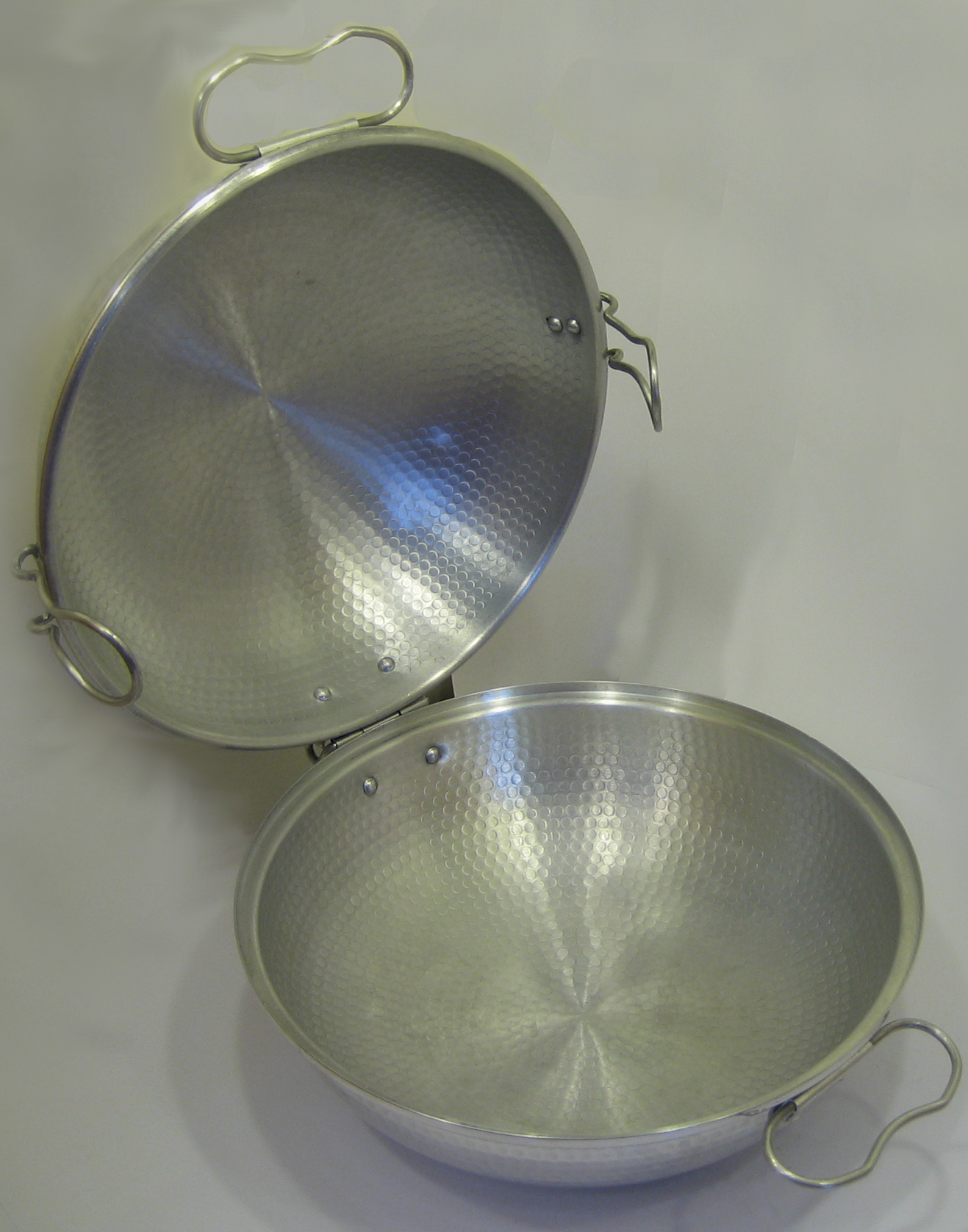
開いた状態

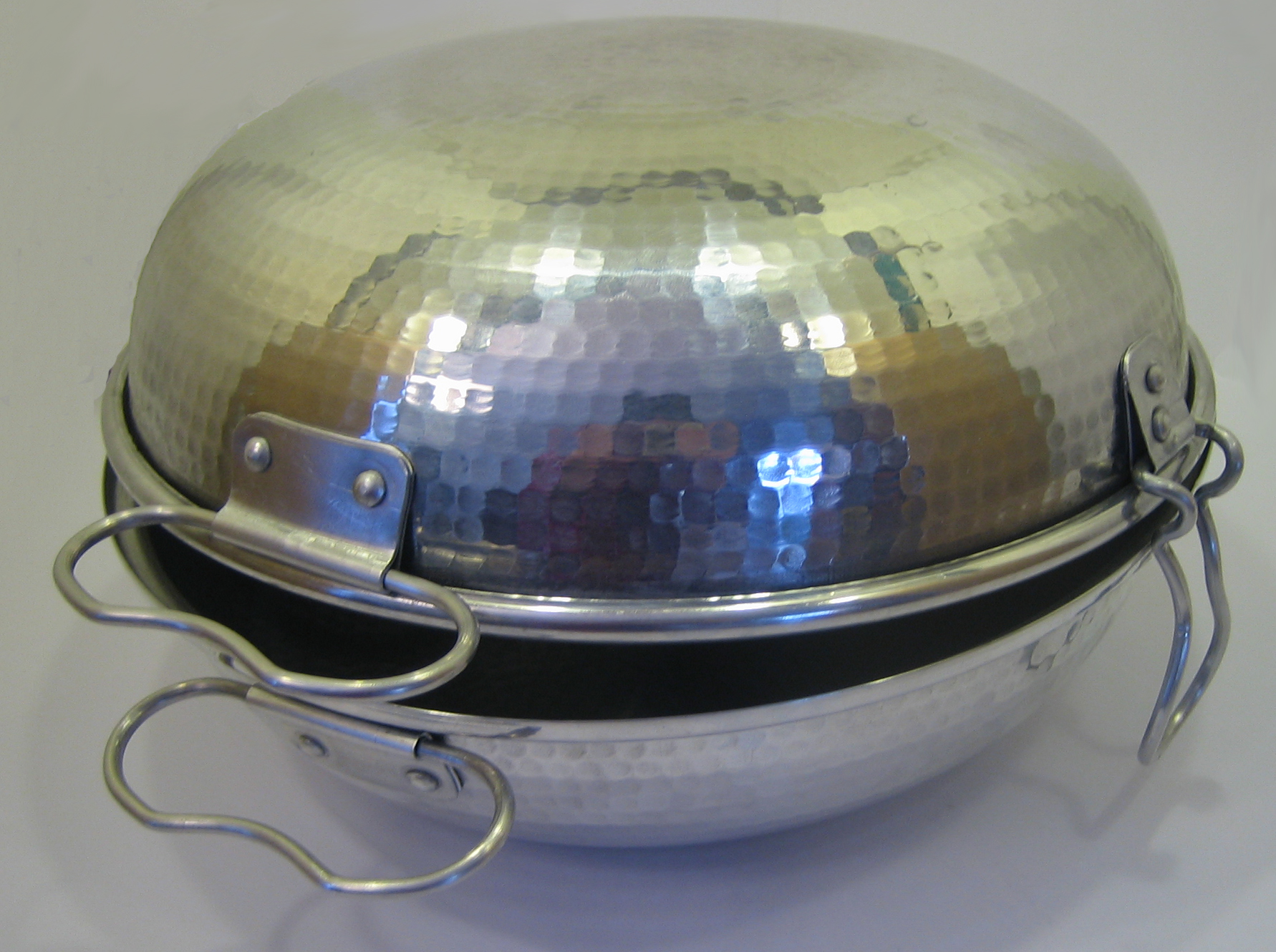
閉まった状態

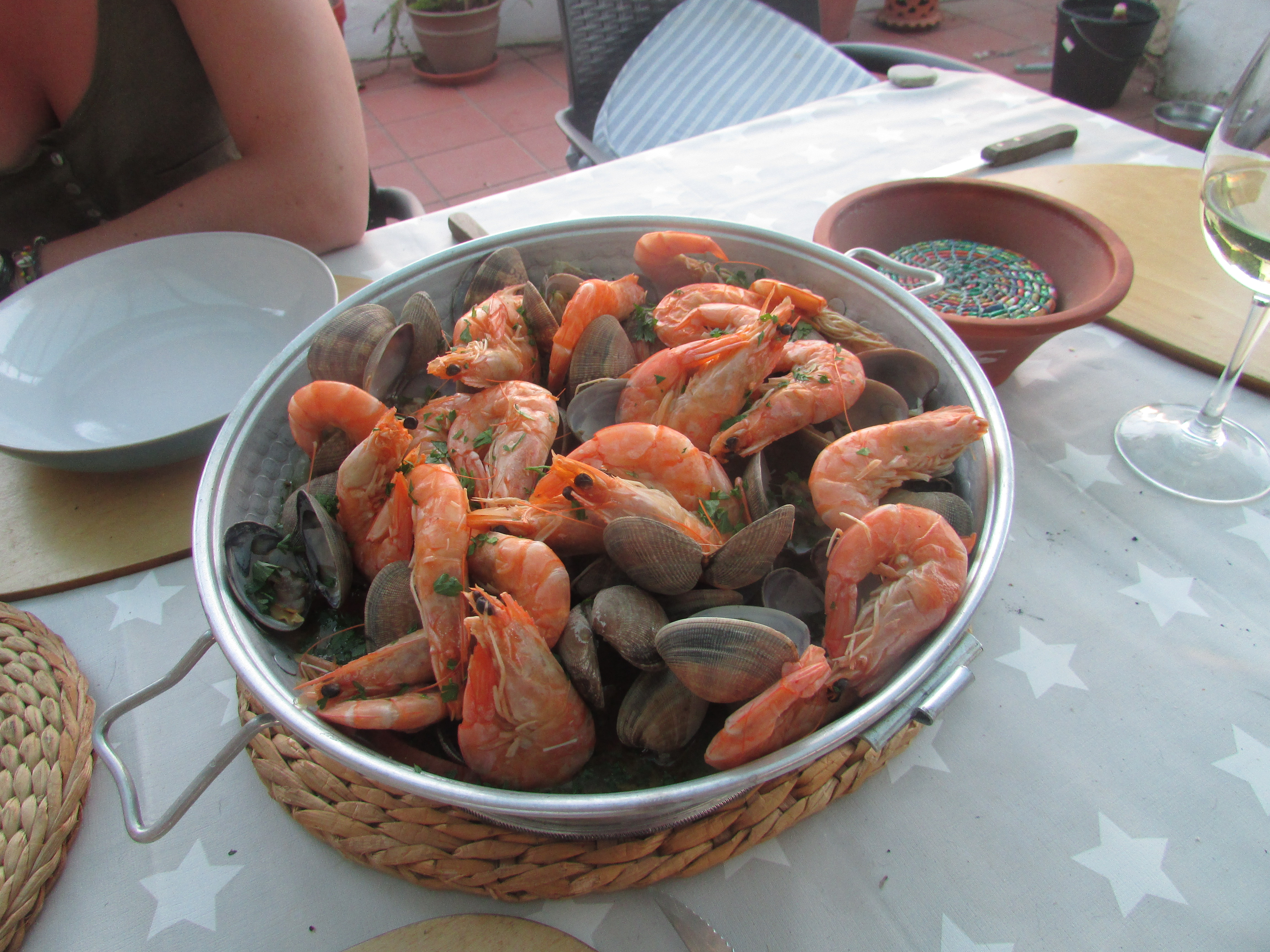
調理した魚介類

カタプラーナ(Cataplana)は、ポルトガルで魚介料理を調理する際に用いる調理器具である。アルガルヴェ地方でよく用いられる。The Oxford Companion to Foodによると、カタプラーナを使って作る最も有名な料理は、アサリのカタプラーナ蒸し(ameijoas na cataplana)である。
伝統的に銅で作られ、2つの貝殻の一端が蝶番で繋がった形をしており、もう一端のクランプによって密閉することができる。アルミニウム製のものもある。